# Túnel de Mantiqueira
El Túnel de Mantiqueira es un túnel ferroviario de 997 metros de longitud situado en los km 23 y 24 del Ferrocarril Minas y Río, precisamente en la frontera entre los estados de São Paulo y Minas Gerais, y también los municipios de Cruzeiro-SP y Passa Quatro-MG. La entrada de São Paulo está en el km 23+743 y la desembocadura de Minas Gerais en el km 24 más 740m de la vía férrea.
El ferrocarril comenzó a funcionar el 14 de junio de 1884. A la inauguración asistieron ilustremente el emperador Pedro II y la familia real quienes realizaron el primer viaje por el tramo.

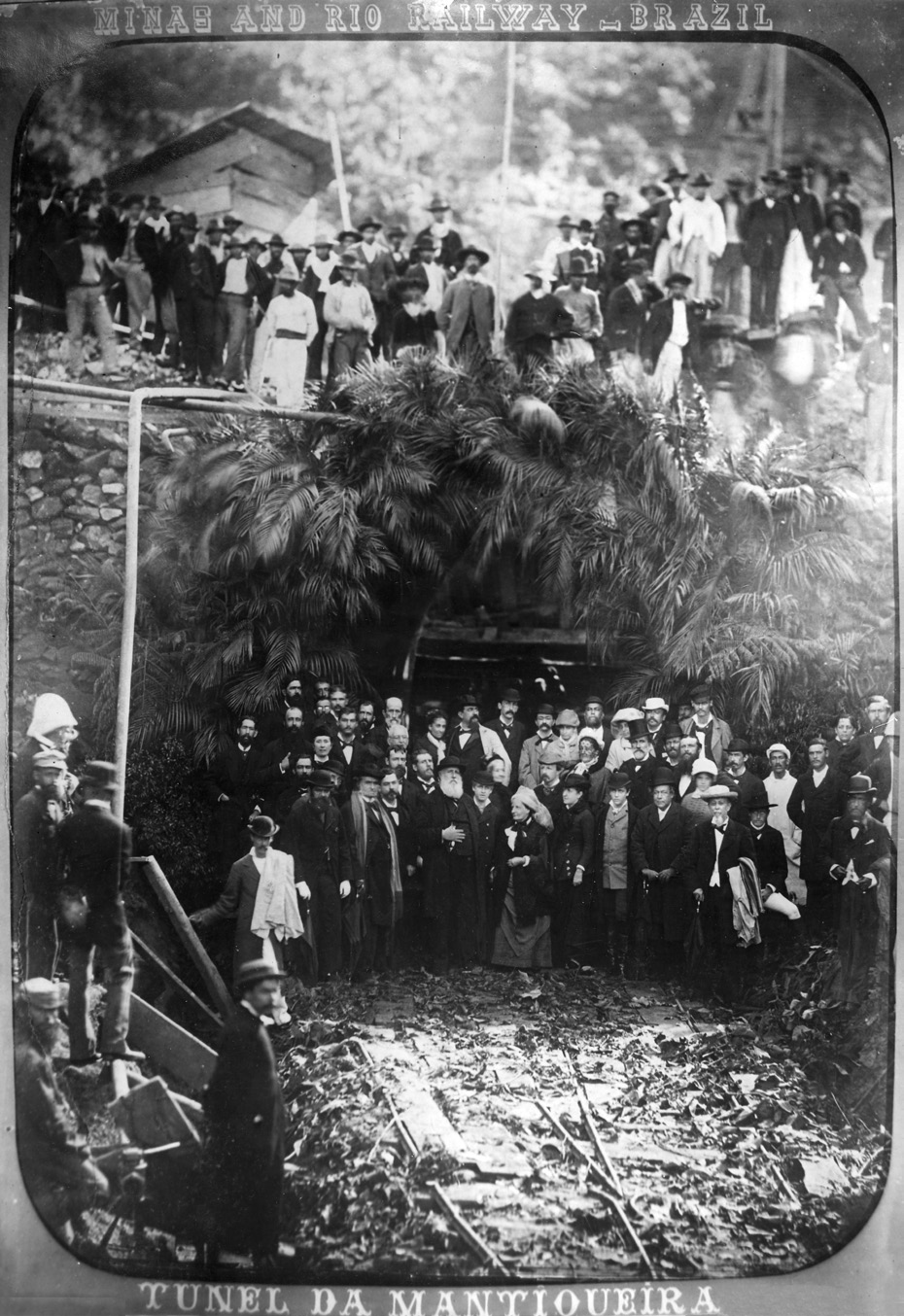
Visita del Emperador Dom Pedro II a las obras del Túnel de Mantiqueira el 25 de junio de 1882, en el lado de São Paulo.

En 1932, la posición del túnel y la de la Garganta do Embaú, situada justo encima del túnel, fueron escenario de batallas durante la Revolución Constitucionalista de 1932 siendo considerado uno de los principales frentes del conflicto, donde se produjeron los combates más violentos y con mayor número de bajas de todos los frentes de combate. Esta posición en el conflicto fue uno de los pocos lugares donde las tropas paulistas no fueron derrotadas. El lugar fue tomado por las tropas federales de Getúlio Vargas sólo después de que los paulistas se hubieran retirado estratégicamente a Guaratinguetá, en el actual barrio de Engenheiro Neiva, para evitar el inminente envolvimiento de sus posiciones por los flancos ante el avance de las tropas federales por los frentes de Pinheiros, Vila Queimada y Batedouro..
En 1991, con el cierre del ramal de Cruzeiro a Três Corações, el túnel y los 170 kilómetros de la vía férrea fueron abandonados por la RFFSA.
Actualmente, el túnel es mantenido por la ABPF, más precisamente por la Regional Sul de Minas, que mantiene el lugar desde 2004 y hoy es el punto final de la cabalgata Trem da Serra da Mantiqueira.
El 30 de mayo de 2017, el Gobierno del Estado de Minas Gerais, a través del Consejo Estatal de Patrimonio Cultural de Minas Gerais - Conep, aprobó por unanimidad la declaración como patrimonio histórico del Túnel de Mantiqueira.